# Victor Lafay
Victor Lafay (* 17. Januar 1996 in Lyon) ist ein französischer Radrennfahrer.

## Sportlicher Werdegang
2014 gewann Victor Lafay die Ain'Ternational-Rhône Alpes-Valromey Tour. Nach zwei schwierigen Jahren, in denen er wegen einer Knieverletzung nur wenige Rennen fuhr, wurde er 2017 französischer U23-Meister im Straßenrennen. Ab August erhielt er daraufhin die Möglichkeit, als Stagiaire für das damalige UCI ProTeam Cofidis, Solutions Crédits zu starten. Jedoch hatte er nur zwei Einsätze und schied bei der Tour du Gévaudan Languedoc-Roussillon bereits bei der 2. Etappe aus.
Im Jahr darauf belegte er bei den UEC-Straßen-Europameisterschaften 2018 im Straßenrennen der U23 Platz zwei hinter Marc Hirschi und gewann bei der Tour de Savoie Mont-Blanc die zweite Etappe. Daraufhin erhielt er ab August 2018 einen Profivertrag bei Cofidis, welches 2020 als UCI WorldTeam lizenziert wurde.
Im Jahr 2020 nahm er mit der Vuelta a España an seiner ersten Grand Tour teil, die er auf Platz 81 der Gesamtwertung beendete. Im April 2021 entschied Lafay nach dem zweiten Platz auf der Königsetappe die Nachwuchswertung der Volta a la Comunitat Valenciana für sich und wurde Vierter der Gesamtwertung. Wenige Wochen später gelang ihm der bis dahin größte Erfolg seiner Radsportkarriere, als er die 8. Etappe des Giro d’Italia aus einer Ausreißergruppe gewann. Am Ende der Saison wurde er Dritter der Arctic Race of Norway und entschied so die Nachwuchswertung der Rundfahrt für sich. Im Jahr 2022 ging er bei seiner ersten Tour de France an den Start, die er jedoch frühzeitig auf der 13. Etappe verließ. Beim Arctic Race of Norway gelang ihm im Anschluss sein einziger Etappensieg der Saison.
Im Frühjahr des Jahres 2023 gewann Lafay die Classic Grand Besançon Doubs und wurde kurz darauf sechster beim Flèche Wallonne. Während der Tour de France 2023 entschied Lafay die hügelige 2. Etappe für sich, indem er sich auf dem Schlusskilometer aus einer 25-köpfigen Gruppe der Favoriten absetzte, musste die Rundfahrt aber auf der 20. Etappe aufgeben.

## Erfolge
2014
- Gesamtwertung und zwei Etappen Ain'Ternational-Rhône Alpes-Valromey Tour

2017
- Französischer U23-Meister – Straßenrennen

2018
- U23-Europameisterschaft – Straßenrennen
- eine Etappe Tour de Savoie Mont-Blanc

2021
- Nachwuchswertung Volta a la Comunitat Valenciana
- eine Etappe Giro d’Italia
- Nachwuchswertung Arctic Race of Norway

2023
- Classic Grand Besançon Doubs
- eine Etappe Tour de France

## Grand Tour-Platzierungen
| Grand Tour            | 2020 | 2021 | 2022 | 2023 | 2024 |
| --------------------- | ---- | ---- | ---- | ---- | ---- |
| Giro d’ItaliaGiro     | –    | DNF  | –    | –    | –    |
| Tour de FranceTour    | –    | –    | DNF  | DNF  | –    |
| Vuelta a EspañaVuelta | 81   | –    | –    | –    | 109  |